# Papa Nicolau III
El papa Nicolau III (llatí: Nicolaus III ; vers 1225 - 22 d'agost de 1280), nascut Giovanni Gaetano Orsini, va ser papa de l'Església Catòlica i governant dels Estats Pontificis des del 25 de novembre de 1277 fins a la seva mort el 22 d'agost de 1280 .
Va ser un noble romà que havia servit sota vuit papes, va ser nomenat cardenal diaca de St. Nicola in Carcere Tulliano pel papa Innocenci IV (1243–54), protector dels franciscans pel papa Alexandre IV (1254–61), inquisidor general pel papa Urbà IV (1261–64), i va succeir el papa Joan XXI (1276–77) després sis mesos de sede vacante a la Santa Seu resolta en l'elecció papal de 1277, en gran part gràcies a la influència familiar.
Les profecies de Sant Malaquies es refereixen a aquest papa com a Rosa composita (La rosa composta), citació que fa referència que al seu escut d'armes apareix una rosa i al fet que va ser sobrenomenat "el compost".

## Biografia
El futur papa, Giovanni Gaetano Orsini, va néixer a Roma, membre de la prominent família Orsini, fill gran del noble romà Matteo Rosso Orsini amb la seva primera esposa, Perna Caetani. El seu pare va ser Senyor de Vicovaro, Licenza, Bardella, Cantalupo, Roccagiovine, Galera, Fornello, Castel Sant'Angelo di Tivoli, Nettuno, Civitella, Bomarzo, San Polo i Castelfoglia, de Nerola des del 1235; Senyor de Mugnano, Santangelo i Monterotondo; Senador de Roma 1241-1243. El seu germà Giordano va ser nomenat cardenal diaca de Sant'Eustachio per Nicolau III el 12 de març de 1278. El seu germà Gentile es va convertir en Senyor de Mugnano, Penna, Nettuno i Pitigliano. Un altre germà, Matteo Rosso de Montegiordano, va ser senador de Roma (probablement) el 1279, capità de guerra de Todi i Podestà de Siena el 1281. Hi havia cinc germans menors i dues germanes més.
La família Orsini ja havia tingut diversos papes entre els seus membres: Esteve II (752–757), Pau I (757–767) i Celestí III (1191–1198).
No va estudiar a París, com solien pensar alguns estudiosos, encara que el seu nebot sí. La seva carrera no mostra cap indici que fos un professional del dret o un teòleg. No es va convertir mai en sacerdot, fins que es va convertir en papa el 1277.

### Cardenal
Giovanni Gaetano Orsini va formar part de la primera dotzena de cardenals creats pel papa Innocenci IV en el seu primer consistori, el dissabte 28 de maig de 1244, i se li va assignar la diaconia de San Nicola in Carcere. Va ser canonge i prebendari de York, i també de Soissons i Laon. A l'estiu de 1244, va ser un dels cinc cardenals que van fugir a Gènova amb el papa Innocenci IV. Va estar a Lió, i va estar present al juny i juliol al Concili Ecumènic de Lió. El cardenal Orsini i la Cúria no van tornar a Itàlia fins al maig de 1251, després de la mort de l'emperador Frederic II Hohenstaufen. Després d'estiuejar a Gènova, Milà i Brescia, finalment van arribar a Perusa el novembre de 1251, on la Cort Papal va residir ininterrompudament fins a l'abril de 1253.
La Cúria va tornar a Roma a mitjans d'octubre, on el Papa i la Cúria van residir contínuament fins a finals d'abril de 1254. Al maig van anar en pelegrinatge a Assís, després van visitar Anagni, on la Cort va romandre des de juny fins a la segona setmana d'octubre. quan van marxar a la persecució de Manfred, el regent Hohenstaufen del Regne de Sicília. A principis de desembre, va tenir lloc la batalla de Foggia i l'exèrcit papal va ser derrotat. Innocenci IV va morir a Nàpols, on s'havia refugiat, el 7 de desembre de 1254, i la reunió per escollir el seu successor es va celebrar, doncs, a Nàpols al palau on havia mort. Les votacions van començar el divendres 11 de desembre amb deu dels dotze cardenals presents, però cap candidat va rebre els vots necessaris. Però dissabte 12 de desembre, el cardenal Rinaldo dei Conti di Segni, nebot del papa Gregori IX, que tenia fama de conciliador, va ser elegit papa. Va optar per anomenar-se Alexandre IV i va ser coronat el diumenge 20 de desembre de 1254 a la catedral de Nàpols. Pel que fa al cardenal Giovanni Gaetano Orsini, en els seus primers onze anys i mig com a cardenal, només havia passat sis mesos a la ciutat de Roma.
El papa Alexandre IV i la Cúria van continuar vivint a Nàpols, fins a la primera setmana de juny de 1255 quan van tornar a Anagni, i no va ser fins a mitjans de novembre que el Papa va tornar a Roma. Allà la Cúria va romandre fins a finals de maig de 1256, quan es va anar a Anagni per a l'estiu, fins a principis de desembre. El problema era que Roma estava en mans del senador Brancaleone degli Andalo, comte de Casalecchio, des de 1252, i els gibel·lins i Alexandre van ser expulsats repetidament per turbes rebels. Roma va tornar a estar a casa fins a finals de maig de 1257, fins que van començar les vacances d'estiu a Viterbo. Les vacances van durar fins a finals d'octubre de 1258, quan la Cort va tornar a visitar Anagni; romangueren fins a principis de novembre de 1260. Aleshores el Papa pogué residir al Laterà fins a la primera setmana de maig de 1261, quan la Cort tornà a marxar a Viterbo. Alexandre IV va morir a Viterbo el 25 de maig de 1261. Es van passar dinou mesos a Roma, d'un total de setanta-vuit. Alexandre no havia creat cap cardenal nou, de manera que la reunió electoral després de la seva mort només va comptar amb vuit participants. L'elecció va ser llarga, va durar del 25 de maig al 29 d'agost de 1261. Incapaços de posar-se d'acord en un d'ells, els cardenals van triar Jacques Pantaléon, el patriarca llatí de Jerusalem, que, des de 1255, va ser llegat papal amb el Croada a Terra Santa. Esdevingué el Papa Urbà IV, i fou coronat a Viterbo el 4 de setembre de 1261.
El cardenal Orsini va ser nomenat Inquisidor general per Urbà IV el 2 de novembre de 1262, el primer gran inquisidor conegut.
El cardenal Orsini va assistir al primer conclave de 1268-1271, i va ser un dels cardenals que va signar la carta de queixa contra les autoritats i el poble de Viterbo pel seu tracte als cardenals i a la cúria. Va ser un dels sis cardenals que van ser escollits per la resta del Sacre Col·legi l'1 de setembre de 1271 per seleccionar un candidat de compromís per a l'elecció com a papa. Per tant, va ser fonamental per portar al tron papal l'ardiaca de Lieja, Teobaldo Visconti, que no era cardenal, i que ni tan sols es trobava a Itàlia, sinó a Terra Santa en croada. Va viatjar amb la Cúria a França el 1273, i va estar present al Concili Ecumènic de Lió. No va ser un dels cardenals del seguici del papa Gregori X quan va sortir de Lió el 1275 per tornar a Roma, ni va ser a Arezzo on el Papa va morir el 10 de gener de 1276, abans d'arribar a la ciutat. No va assistir al primer conclave que va començar el 20 de gener de 1276 i va concloure l'endemà amb l'elecció de Pere de Tarantaise, que es va convertir en el papa Innocenci V, però el nou papa va morir a Roma al Laterà, el 22 de juny de 1276, després d'un regnat de només 4 mesos.
El segon conclave de 1276 va començar, doncs, segons les regles establertes pel papa Gregori X, el 2 de juliol. Tretze cardenals van ser presents, entre ells Giovanni Gaetano Orsini. El rei Carles I de Sicília va actuar com a governador del Conclave, posició en la qual es diu que va ser rigorós, però comprensiblement partidista a favor de la facció francesa. El cardenal Ottobono Fieschi de Gènova va ser elegit l'11 de juliol i va triar el nom de Papa Adrià V. Només va viure trenta-nou dies més, morint a Viterbo, on havia anat a trobar-se amb el rei Rodolf i evitar la calor estival de Roma Segons Bernardus Guidonis, mai va ser ordenat sacerdot, bisbe consagrat o papa coronat (nondum promotus in sacerdotem nec coronatus nec consecratus). El seu únic acte memorable va ser suspendre la Constitució de Gregori X "Ubi periculum" que regulava els conclaves. Pretenia, per consell dels seus cardenals, millorar les regulacions de Gregori. El cardenal Orsini va estar present a la discussió i la decisió. Poc després de la seva adhesió, a més, el papa Adrià V havia volgut que el rei Carles I de Sicília anés a Viterbo per dur a terme la fidelitat habitual, i va enviar el bisbe suburbicari de Sabina, Bertrand de Saint Martin, el cardenal Giovanni (Orsini), cardenal diaca de San Nicola in Carcere Tulliano; i el cardenal Giacomo Savell), cardenal diaca de Santa Maria in Cosmedin, per fer efectiu els seus desitjos. Carles va arribar a Viterbo procedent de Roma el 24 de juliol. Malauradament, el papa Adrià va morir, el 18 d'agost, deixant inacabades les seves negociacions amb el rei Carles.
El tercer conclave de 1276 va començar a principis de setembre a Viterbo, on havia mort Adrià V. Les cerimònies d'inauguració, que s'haurien d'haver fet el 29 d'agost, van haver-se de retardar uns quants dies a causa del comportament desenfrenat de la gent de Viterbo. Com que el papa Adrià no havia creat cap cardenal nou, el nombre de cardenals era de dotze; el cardenal Simon de Brion encara es trobava a França, servint com a llegat papal. Un cop sufocats els tumults, però, els cardenals van resoldre l'elecció ràpidament. El 8 de setembre de 1276, el cardenal bisbe major, Pere Julià de Lisboa, va ser elegit en primera votació. Va optar per anomenar-se Joan XXI, i el 20 de setembre va ser coronat a la catedral de San Lorenzo a Viterbo pel cardenal Giovanni Caetano Orsini. Com que Joan XXI ja era bisbe, no calia cap ordenació ni consagració. Va ser el quart papa de 1276. El 18 d'octubre, el cardenal Giovanni Gaetano Orsini va ser nomenat arxiprest de Sant Pere, en lloc del cardenal Riccardo Annibaldi, que havia mort recentment, i que potser estava massa malalt per participar en el conclave o la coronació.
La suspensió del papa Adrià V dels reglaments de Gregori X, per imperfectes que poguessin haver estat, estava sota atac. Alguns crítics fins i tot van afirmar que els cardenals que van avalar la veritat de la suspensió, inclòs el cardenal Peter Julian, eren mentiders, o que la revocació no era canònica. Probablement eren els mateixos esvalotadors de la Cúria que havien instigat els disturbis que van retardar el Conclave. Joan XXI va contraatacar immediatament, el 30 de setembre de 1276, deixant perfectament clar que la suspensió havia tingut lloc i que era vàlida Ptolemeu de Lucca afirma que l'emissió d'aquesta butlla de revocació de Joan XXI es va fer a proposta del cardenal Giovanni Caetano Orsini. Les negociacions en què s'havia mantingut el cardenal Giovanni Caetano amb el rei Carles I es van acabar, i Carles va fer el seu jurament de fidelitat al papa Joan el 7 d'octubre de 1276. Semblava que el seu regnat seria un èxit, quan un dia de mitjans de maig de 1277, mentre el Papa es trobava en una nova sala que acabava d'aixecar al Palau Episcopal de Viterbo, de sobte la teulada es va cedir. No hi havia res de sospitós, ja que el palau estava en construcció des del 1268 i encara s'estava treballant. El Papa va resultar greument ferit per la caiguda de pedres i fusta. Va patir dolor durant diversos dies (tres o sis) i va morir el 20 de maig de 1277, exactament vuit mesos després de la seva coronació. No havia nomenat cap cardenal.
Per tant, un altre conclave va tenir lloc a Viterbo, amb set cardenals presents. El cardenal Simon de Brion encara es trobava a França com a llegat papal. Però aquest no va ser un conclave fàcil. Tres dels electors pertanyien a la facció angevina, i tres s'hi oposaven. L'únic cardenal bisbe supervivent, el benedictí Bertrand de Saint Martin, va vacil·lar d'anada i tornada, proporcionant poc lideratge. El conclave, doncs, va durar més de cinc mesos i mig. Finalment, en la festa de Santa Caterina, el 25 de novembre de 1277, va ser elegit el cardenal Giovanni Gaetano Orsini. Va triar el nom de Nicolau III. El nou papa va marxar immediatament cap a Roma. Va ser ordenat sacerdot el 18 de desembre, consagrat bisbe el 19 de desembre i coronat a la festa de Sant Esteve, el 26 de desembre. La seva elecció preveia greus dificultats, perquè no era candidat del rei Carles de Sicília. Ben al contrari, creia que el rei Carles tenia massa influència en els afers de l'església i en el funcionament dels Estats Pontificis.

### Papat

#### Política

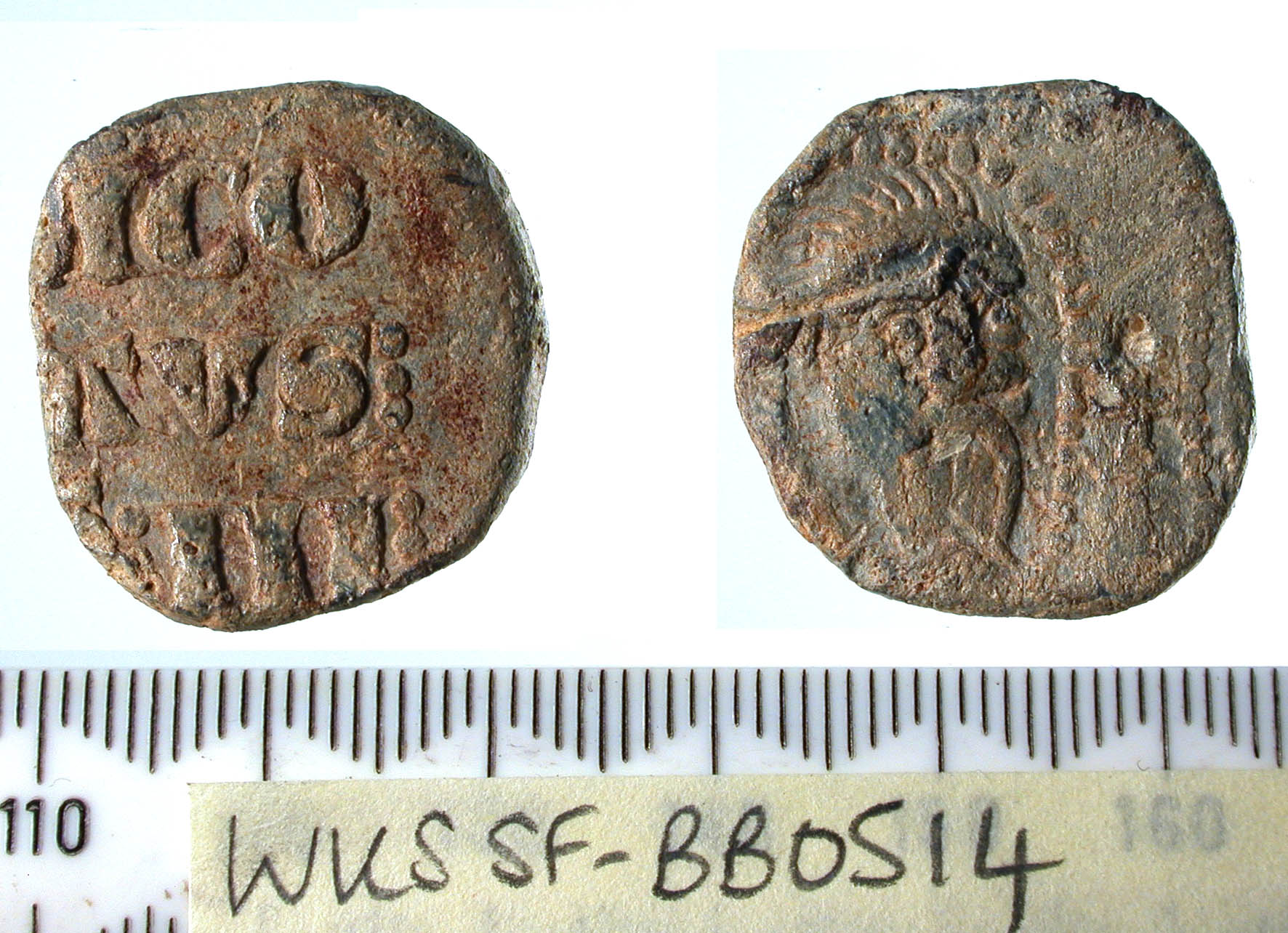
Bulla de Nicolau III

Les terres sota el domini papal directe estaven amenaçades pels poders circumdants. En el segon quart del segle xiii, es veuen amenaçats per les polítiques expansionistes de l'emperador Frederic II, que pretenia unir la seva herència al sud (Sicília i sud d'Itàlia) amb la seva adquisició del Sacre Imperi Romanogermànic al nord d'Itàlia. Va passar una gran quantitat de temps i energia intentant aconseguir el control de Llombardia i Toscana, cosa que el va portar a un conflicte directe amb el Papat. Frederic va ser excomunicat repetidament per un papa rere un altre. Per expulsar els Hohenstaufen, el papat va aconseguir un tracte amb el germà de Lluís IX de França, Carles d'Anjou, comte de Provença, que va ser convidat a Itàlia per assumir la corona de Sicília i ser un contrapès contra l'Imperi. Va tenir massa èxit, però, i el papat es va trobar en l'abraçada mortal dels angevins. L'objectiu principal de Nicolau era afluixar el control de Carles I sobre el papat, Roma i les terres de l'Església.
El pontificat de Nicolau, encara que breu, va estar marcat per diversos esdeveniments importants. Va reforçar molt la posició papal a Itàlia. L'1 d'octubre de 1273, Rodolf I d'Habsburg, fillol de Frederic II, havia estat elegit rei d'Alemanya i rei dels romans. El papa Gregori X l'havia reconegut com a rei, després d'una dura negociació, però el títol imperial i la coronació van ser retinguts. El papa Nicolau estava disposat a negociar, però es va negar a coronar Rodolf com a emperador fins que Rodolf hagués reconegut totes les afirmacions de l'Església, incloses moltes que eren força dubtoses. El concordat amb Rodolf I d'Habsburg es va concloure el maig de 1278. En ell la ciutat de Bolonya, la Romanya i l'exarcat de Ravenna estaven garantits al papat. Segons el cronògraf Bartomeu de Lucca (Ptolemeu de Lucca), va discutir amb Rodolf, almenys en termes generals, la divisió del Sacre Imperi Romanogermànic en quatre regnes separats (Llombardia, Borgonya, Tuscia i Alemanya) on el regne de Rodolf es convertiria en hereditari i ell mateix seria reconegut com a emperador del Sacre Imperi Romanogermànic.
Nicolau III fins i tot va poder persuadir el rei Carles I de Nàpols i Sicília perquè renunciés al seu càrrec de senador romà el 1278, en finalitzar els deu anys de mandat, així com al càrrec de vicari papal per a la Toscana. El juliol de 1278, Nicolau III va emetre una constitució històrica per al govern de Roma, Fundamenta militantis que prohibia als estrangers ocupar un càrrec civil. La seva justificació depèn no només de la frase bíblica, "Tu es Petrus, et super hanc petram aedificabo ecclesiam meam, sinó també de la falsificada Donació de Constantí.

### Eclesiàstic
El pare de Nicolau havia estat amic personal de Francesc d'Assís, i ell mateix va haver de centrar gran part de la seva atenció en l'orde franciscà. Més de 165 de les seves butlles i cartes tracten el tema. El més important, va emetre la butlla papal Exiit qui seminat el 14 d'agost de 1279, per resoldre els conflictes dins l'ordre entre les parts d'observança estricta i relaxada.
Va reparar el Palau del Laterà i el Vaticà a un cost enorme, i va erigir una bonica casa de camp a Soriano nel Cimino prop de Viterbo, on va morir d'un esdeveniment cardiovascular (les fonts difereixen sobre si es tractava d'un atac de cor o de feridura).

## Nepotisme
Nicolau III, tot i que un home conegut per la seva força de caràcter, era conegut pel seu excessiu nepotisme. Va elevar tres dels seus parents més propers al cardenalat i va donar a altres càrrecs importants. Aquest nepotisme va ser criticat tant per Dante com en els dibuixos contemporanis, que el representaven amb les seves belles túnices amb tres "ossets" (orsetti, un joc de paraules amb el nom de la família) penjats a sota.

## Cardenals
Nicolau III va crear nou cardenals en un consistori celebrat el 12 de març de 1278:
- Ordonho Alvares, arquebisbe de Braga – nomenat cardenal-bisbe de Frascati, † 21 de desembre de 1285.
- Bentivenga dei Bentivenghi , OFM, bisbe de Todi – nomenat cardenal-bisbe d'Albano, † 25 de març de 1289.
- Latino Malabranca Orsini, OP, nebot de Nicolau – nomenat cardenal-bisbe d'Òstia i Velletri,† 10 d'agost de 1294
- Robert Kilwardby, OP, arquebisbe de Canterbury – nomenat cardenal-bisbe de Porto i Santa Rufina, † 12 de setembre de 1279.
- Gerard de Lessines, bisbe d'Auxerre – nomenat cardenal-bisbe de Palestrina, † 18 de juliol de 1278.
- Gerardo Bianchi - nomenat cardenal prevere de SS. XII Apostoli, posteriorment cardenal-bisbe de Sabina (12 d'abril de 1281), † 1 de març de 1302.
- Girolamo Masci, O.Min. – Ministre General dels Franciscans. Nomenat cardenal prevere de Santa Pudenziana, després cardenal-bisbe de Palestrina (12 d'abril de 1281) i papa Nicolau IV (22 de febrer de 1288), † 4 d'abril de 1292
- Giordano Orsini , germà del papa Nicolau III – nomenat cardenal diaca de S. Eustachio, † 8 de setembre de 1287.
- Giacomo Colonna – nomenat cardenal diaca de S. Maria a Via Lata; excomunicat i deposat el 10 de maig de 1297, restaurat com a cardenal-diaca sense títol el 15 de desembre de 1305, † 14 d'agost de 1318.

La majoria d'aquests nous cardenals no eren del partit francès, i entre ells hi havia cinc membres d'ordres religiosos. Dos van morir abans del següent Conclave, que havia de tenir lloc a la mort de Nicolau III el 1280, i la resta va haver de ser amenaçat perquè votessin un candidat de Carles I de Sicília.

## Mort
El papa Nicolau III emmalaltir de manera força inesperada. La Cúria residia aleshores a la ciutat de Viterbo. El papa Nicolau es trobava al seu refugi rural a Castro Soriano. Segons el Chronicon Parmense va ser privat sobtadament de consciència i moviment (privatus subito omni sensu et motu). Bartholomeus (Ptolemeu) de Lucca diu, subito factus apoplecticus, sine loquela moritur ('de sobte, va morir d'apoplexia, va morir sense parlar'). Nicolau no va poder confessar-se, i va morir al seu palau de Castro Soriano, a la diòcesi de Viterbo, el 22 d'agost de 1280. Havia estat papa durant dos anys, vuit mesos i vint-i-vuit dies. Les seves despulles van ser traslladades a Roma, on va ser enterrat a la Basílica Vaticana, a la Capella de Sant Nicolau. Hi havia una història alternativa que circulava, com passava sovint en les morts sobtades de papes medievals i renaixentistes: que el papa havia estat enverinat.

## Retrat a La Divina Comèdia
Dante, a l'Infern de la Divina Comèdia), parla breument amb Nicolau III, que va ser condemnat a passar l'eternitat a la Tercera Bòlgia del Vuitè Cercle de l'Infern, reservada als qui van cometre la simonia, el delicte eclesiàstic de pagar càrrecs o posicions a la jerarquia d'una església.
En la història de Dante, els simoniacs es col·loquen de cap en els forats, les flames cremant a la planta dels seus peus (Cant XIX). Nicolau era el pecador principal en aquestes fosses, cosa que es demostra per l'alçada de les flames als seus peus. Al principi confon Dante amb el papa Bonifaci VIII. Quan la confusió s'esclareix, Nicolau informa a Dante que preveu la condemnació (per la simonia) no només de Bonifaci VIII, sinó també de Climent V, un papa encara més corrupte.